# East Cape Girardeau
East Cape Girardeau es una villa ubicada en el condado de Alexander en el estado estadounidense de Illinois. En el Censo de 2010 tenía una población de 385 habitantes y una densidad poblacional de 74,51 personas por km².

## Geografía
East Cape Girardeau se encuentra ubicada en las coordenadas 37°17′38″N 89°28′49″O / 37.29389, -89.48028. Según la Oficina del Censo de los Estados Unidos, East Cape Girardeau tiene una superficie total de 5.17 km², de la cual 5.08 km² corresponden a tierra firme y (1.7%) 0.09 km² es agua.

## Demografía
Según el censo de 2010, había 385 personas residiendo en East Cape Girardeau. La densidad de población era de 74,51 hab./km². De los 385 habitantes, East Cape Girardeau estaba compuesto por el 94.81% blancos, el 3.38% eran afroamericanos, el 0% eran amerindios, el 0% eran asiáticos, el 0% eran isleños del Pacífico, el 0% eran de otras razas y el 1.82% pertenecían a dos o más razas. Del total de la población el 0% eran hispanos o latinos de cualquier raza.